# Finestra blava
La Finestra Blava (maltès: it-Tieqa Żerqa), també coneguda com la Finestra de Dwejra (maltès: it-Tieqa tad-Dwejra), era una formació rocosa amb un arc natural de pedra calcària de 28 metres d'alt, que s'aixecava a l'illa de Gozo a Malta i que va ser derrocada per l'onatge durant una tempesta el 8 de març de 2017. Es trobava en la llacuna costanera de Dwejra a Saint Lawrence i prop de la Roca Fungus. Constituïa una icona per a Malta i una de les principals atraccions turístiques de l'illa que va ser utilitzada en nombroses filmacions, com les noces entre Daenerys Targaryen i Khal Drogo en la sèrie Joc de Trons.
La formació estava ancorada en l'extrem est amb els penya-segats de la platja, formant un arc cap a aigües obertes i quedar suportada per un pilar dempeus lliure en el mar a l'oest del penya-segat. La finestra es va crear per l'ensulsiada de dues coves de pedra calcària i posteriorment els anys d'erosió natural van causar que parts de l'arc caiguessin al mar i el pilar que servia dempeus es va esfondrar per complet durant una tempesta el 8 de març de 2017.

## Rodatges
Aquesta formació ha estat escenari de molts rodatges de pel·lícules i sèries de televisió com per Lluita de titans (1981), El comte de Montecristo (2002) o Vora el mar (2015), que van protagonitzar la parella Brad Pitt i Angelina Jolie.